# Can Ferrer Pi
Can Ferrer Pi és una casa del municipi de Vilanova i la Geltrú (Garraf) protegida com a bé cultural d'interès local. La casa presenta dos cossos dividits pel portal del Nin. Els dos cossos s'uneixen per sobre dit portal.

## Descripció
Casa formada per dos cossos units per un pont situat damunt un portal que donava accés a l'antiga vila closa, el portal del Nin. És un edifici entre mitgeres situat entre la plaça Llarga i el carrer de la Lluna i té l'accés pel c/ de Sant Antoni.
És de planta irregular. El cos de l'esquerra té planta baixa, pis i golfes. Per sobre el portal d'en Nin hi ha un pis, que fa de pont amb l'altre cos, format per una torre i un edifici de planta baixa i dos pisos. La façana principal, que dona al c/ Sant Antoni, és de composició simètrica i presenta una porta d'accés dovellada d'arc de mig punt i una finestra amb reixa a banda i banda. Al primer pis hi ha una finestra centrada i dos balcons. El segon pis presenta balcó centrat i dues finestres. Les cobertes són de teula a una vessant excepte a la torre, que és a quatre aigües.

## Història
Es troba dins el primer recinte murallat de Vilanova de Cubelles, damunt un dels portals d'accés, el portal d'en Negrell o del Nin, datat de 1370.
Les primeres notícies de l'edifici figuren en unes escriptures del 1500. A la façana es poden llegir etapes posteriors del procés de construcció (1669 a la llinda d'una finestra i a la clau de l'arc del portal i 1788 al mur lateral). Els anys 1873 i 1888 es va aixecar una nova planta i les golfes i es reformaren les façanes segons projecte del mestre d'obres Josep Salvany, per encàrrec de Bonaventura Ricard de Nin. Els anys 1943 i 1945 es van dur a terme noves remodelacions de la façana i es construí la torre per encàrrec d'Antoni Ferrer Pi, amb la conformitat de l'arquitecte municipal Josep M. Miró i Guibernau. En una de les darreres reformes es deixà a la vista un fragment de l'antiga muralla, a la part inferior de l'edifici, a un costat del portal. Allà també hi ha una inscripció: "Portal del Nin o d'en Negrell. Construït durant el segle xiv i l'únic que es conserva del primer recinte fortificat de Vilanova".